# Ostrawica (wieś)
Ostrawica (czes. Ostravice, niem. Ostrawitz) – wieś gminna położona na terenie Czech w powiecie Frydek-Mistek.
Składa się z dwóch gmin katastralnych przedzielonych rzeką Ostrawicą:
- Ostravice 1 - po zachodniej, morawskiej stronie o powierzchni 1455,3 ha
- Staré Hamry 2 - po wschodniej, śląskiej stronie o powierzchni 1311,9 ha

## Położenie
Miejscowość znajduje się na wysokości 415 m n.p.m. i położona jest nad rzeką o tej samie nazwie. W pobliżu znajduje się zbiornik wodny Šance (czes. Vodní nádrž Šance), z którego ma ujście Ostrawica. Oddziela ona historyczne ziemie Śląska od Moraw. Z miejscowości wychodzą liczne szlaki turystyczne w stronę pobliskich gór, przy czym najpopularniejsze idą na Łysą Górę (czes. Lysa Hora) i Smrk oraz w kierunku zbiornika Šance. Gmina połączona jest kilkukilometrowym odcinkiem linii kolejowej z Frydlantem nad Ostrawicą. Czynna jest stacja Ostravice oraz przystanek Ostravice zastávka.

## Historia
Miejscowość została założona w 2 poł. XVI wieku. Pierwsza wzmianka na jej temat pochodzi z urbarza państwa hukwaldzkiego z 1581, gdzie została zapisana jako "Ostrawicze". Do 1951 była całkowicie położona na terenie Moraw, jednak w wyniku reformy administracyjnej została podzielona na trzy części, a do jej północnej części zostały przyłączone do niej także ziemie historycznie śląskie (część dawnej gminy Stare Hamry) by utworzyć współczesną gminę. Środkowa część przyłączona została jako Ostravice 2 do Starych Hamrów (1), południowa część utworzyła gminę Bílá.

## Szkolnictwo
Pierwsza wzmianka dotycząca szkolnictwa w Ostrawicy pochodzi z 1672 roku. W tym czasie uczniowie z Ostrawicy chodzili do szkoły do Frydlantu. W 1771 roku pracował w Ostrawicy nauczyciel, który jednak nie utrzymywał się z pracy szkolnej, a jako rzemieślnik Po 1774 Ostrawica należała do szkoły trywialnej we Frydlancie. W 1785 obowiązkiem szkolnym objętym było 85 dzieci w Ostrawicy.